# 반감기
반감기(半減期, half-life)란 어떤 양이 초기 값의 절반이 되는데 걸리는 시간이다. 원개념은 방사성 붕괴에서 기인한 것이나, 현재는 여러 다른 분야에서도 쓰이고 있다.
| 반감기 진행 횟수 | 잔여량 비율 (백분율)                   |
| ---------------- | -------------------------------------- |
| 0                | 100%                                   |
| 1                | 50%                                    |
| 2                | 25%                                    |
| 3                | 12.5%                                  |
| 4                | 6.25%                                  |
| 5                | 3.125%                                 |
| 6                | 1.5625%                                |
| 7                | 0.78125%                               |
| ...              | ...                                    |
| N                | {\displaystyle {\frac {100\%}{2^{N}}}} |
| ...              | ...                                    |

반감기(t1⁄2)는 어떠한 물질의 양이 초기값의 절반이 되는데 걸리는 시간이다. 이 용어는 불안정한 원자들이 얼마나 빠른 속도로 핵분열을 하는지를 설명하기 위하여 핵물리학에서 빈번히 사용되지만, 임의의 지수함수적 붕괴를 논하는데 더 일반적으로 사용된다. 오른쪽의 표로 반감기가 몇번 경과했는가에 따라 '어떤 양'이 어떻게 감소하는지 알 수 있다.

## 반감기의 확률적 특성

상자당 4 원자(좌측)이나 400 원자(우측)으로 시작하는, 방사성 붕괴가 진행 중인 수많은 동일한 원자들의 시뮬레이션. 상단에 있는 숫자는 거친 반감기 횟수를 의미한다. 큰 수의 법칙의 결과를 참고: 원자의 수가 많을수록, 전반적인 붕괴 양상이 더 규칙적이고 예측적이다.

지수함수적 붕괴의 대상이 되는 양은 일반적으로 N으로 나타낸다. (이는 붕괴하는 양을 나타내는 수가 이산적임을 암시한다. 이 해석은 지수함수적 붕괴의 여러 경우에 유효하나, 모든 경우에 유효한 것은 아니다.) 양을 N으로 나타낼 때, 시간 t에서의 N의 값은 다음 수식으로 나타낸다.

## 지수함수적 붕괴의 반감기에 대한 식
지수함수적 붕괴는 소개된 3가지 동일한 공식 중 그 어떠한 것으로도 설명이 가능하다:
{\displaystyle {\begin{aligned}N(t)&=N_{0}\left({\frac {1}{2}}\right)^{\frac {t}{t_{\frac {1}{2}}}}\\N(t)&=N_{0}e^{-{\frac {t}{\tau }}}\\N(t)&=N_{0}e^{-\lambda t}\end{aligned}}}
여기에서
- N0 은 붕괴를 거칠 물질의 양의 초기값 (이 양은 그램, 몰수, 원자의 수 등으로 측정될 수 있다.),
- N(t)은 시간 t 경과 후에 붕괴되지 않고 남아있는 물질의 양,
- t1⁄2 은 붕괴 중인 양의 반감기,
- {\displaystyle \tau } 은 붕괴 중인 물질의 평균 수명 시간,
- {\displaystyle \lambda }은 붕괴 중인 물질의 붕괴 상수이다.

세 변수 {\displaystyle t_{\frac {1}{2}}}, {\displaystyle \tau }, 그리고 {\displaystyle \lambda }는 주어진 식과 같은 관계를 가진다:
{\displaystyle t_{\frac {1}{2}}={\frac {\ln(2)}{\lambda }}=\tau \ln(2)}
이 관계식을 적절히 조작함으로써, 반감기의 면에서 지수함수적 붕괴에 관해 동일한 설명을 얻는다. :
{\displaystyle {\begin{aligned}N(t)&=N_{0}\left({\frac {1}{2}}\right)^{t/t_{\frac {1}{2}}}\\N(t)&=N_{0}e^{-{\frac {t}{\tau }}}\\N(t)&=N_{0}e^{-\lambda t}\end{aligned}}}
식이 어떠하던 간에, 식을 적절히 조합하여 다음과 같은 정보를 얻을 수 있다:
- {\displaystyle N(0)=N_{0}}("초기값"의 정의)
- {\displaystyle N\left(t_{\frac {1}{2}}\right)={\frac {1}{2}}N_{0}} (반감기의 정의)
- {\displaystyle \lim _{t\to \infty }N(t)=0}; t 가 무한으로 발산함에 따라 잔여량은 0에 수렴한다(많은 시간이 흐를수록, 작은 양이 남게 된다).

t=0일 때 지수함수 부분이 1이 되어 N(t)는 {\displaystyle N_{0}}와 같아진다. t가 무한히 커질 때, 지수함수 부분은 0에 가까워진다.
여기에서 다음과 같은 특정한 {\displaystyle t_{1/2}\,}가 존재하는데, :
{\displaystyle N(t_{1/2})=N_{0}\cdot {\frac {1}{2}}}
이것을 위의 공식에 대입하면 :
{\displaystyle N_{0}\cdot {\frac {1}{2}}=N_{0}e^{-\lambda t_{1/2}}\,}
{\displaystyle e^{-\lambda t_{1/2}}={\frac {1}{2}}\,}
{\displaystyle -\lambda t_{1/2}=\ln {\frac {1}{2}}=-\ln {2}\,}
{\displaystyle t_{1/2}={\frac {\ln 2}{\lambda }}\,}
그러므로 반감기는 평균 수명의 약 69.3%가 된다.

## 같이 보기
- ㅣ

## 참고 자료
- Nucleonica.net, Nuclear Science Portal
- Nucleonica.net 보관됨 2011-07-23 - 웨이백 머신, wiki: Decay Engine
- Bucknell.edu, System Dynamics – Time Constants
- Subotex.com, Half-Life elimination of drugs in blood plasma – Simple Charting Tool